# Aradus obtectus
Aradus obtectus är en insektsart som beskrevs av Vásárhelyi 1988. Aradus obtectus ingår i släktet Aradus, och familjen barkskinnbaggar. Arten är reproducerande i Sverige.